# Via dei Saponai
Via dei Saponai è una strada del centro storico di Firenze, tra piazza Mentana (all'altezza di via della Mosca) e piazza dei Giudici (all'altezza di via del Castello d'Altafronte). Lungo il tracciato, che segue per tutta la sua estensione il fronte secondario dell'edificio della Camera di Commercio, incontra, sulla destra, via dell'Osteria del Guanto.

## Storia

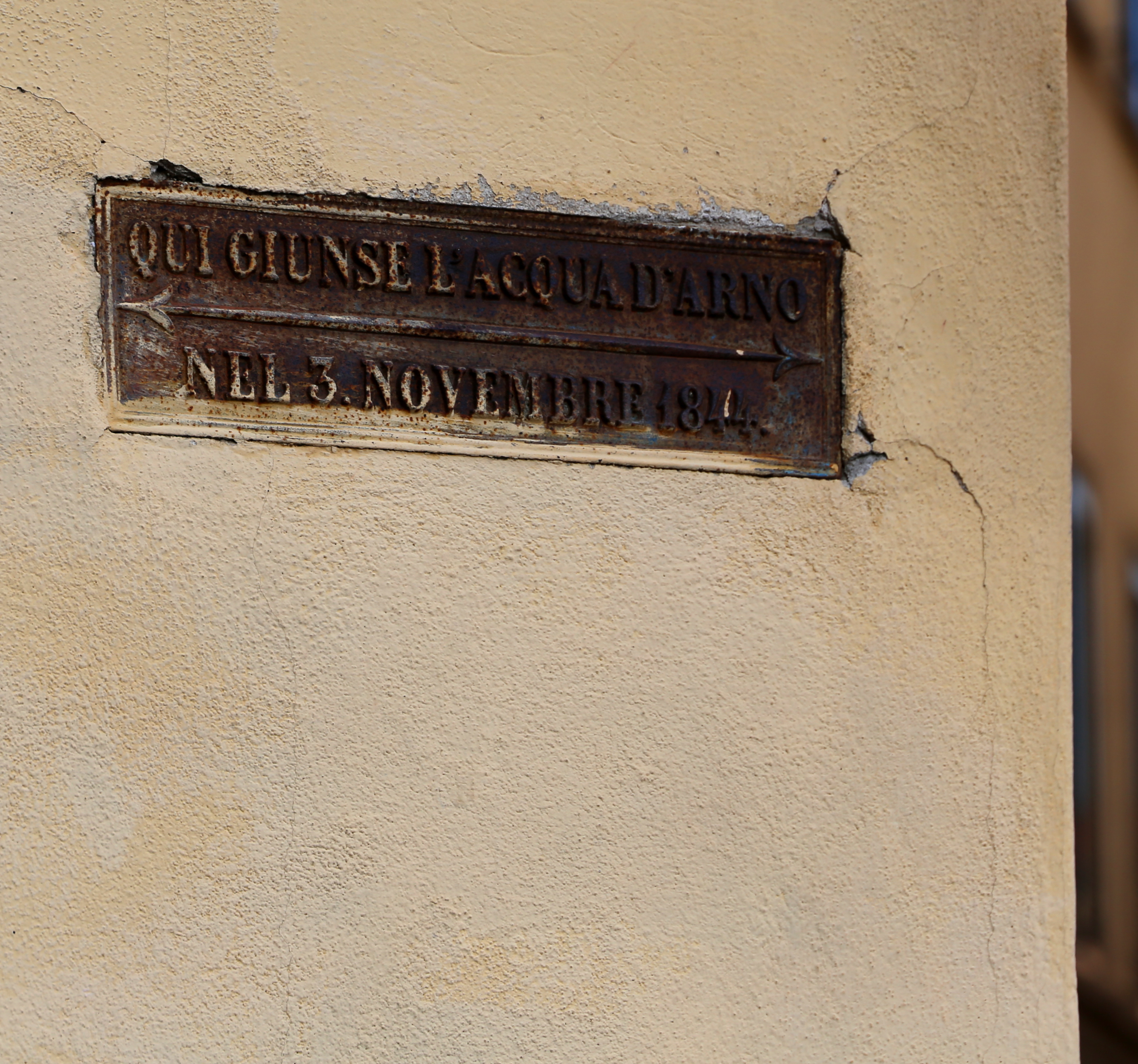
Targa dell'alluvione del 1844, sull'edificio in angolo con via della Mosca

La denominazione è antica, attestata almeno a partire dal Seicento, e trova ragione nella presenza in questa zona, vicina a via dei Vagellai e a corso dei Tintori, delle botteghe dei fabbricanti di sapone, utilizzato per sgrassare le lane e le sete dopo la tintura. Ugualmente trova ragione se si pensa di come la strada si sviluppasse alle spalle del tiratoio dell'Arte della Lana, una struttura con alti palchi in legno dove venivano poste ad asciugare le pezze di stoffa, che occupava l'area tra la strada e il lungarno e che chiariva la zona come eminentemente manifatturiera.
La situazione cambiò radicalmente quando le antiche corporazioni furono sciolte da Pietro Leopoldo e gran parte del patrimonio dell'Arte della Lana passò alla neonata Camera di Commercio. La zona fu così individuata per la costruzione di un grande palazzo atto a ospitare la Camera, la Borsa di Commercio e la Banca Nazionale Toscana (oggi Camera di Commercio Industria Artigianato e Agricoltura di Firenze), eretto tra il 1858 e il 1860 sulla base di un progetto del giovane architetto Michelangelo Maiorfi. L'intervento comportò parallelamente significativi lavori di riordino edilizio e viario tutto intorno all'area, condotti su progetto dell'ingegnere Felice Francolini (affiancato tra gli altri dallo stesso Maiorfi e da Loreto Mazzi) e che sostanzialmente portarono alla situazione attuale.
Per quanto riguarda nello specifico il tracciato si segnala - sempre in relazione al cantiere dell'edificio delle Camera di Commercio - il rialzamento del piano stradale, l'esproprio di alcuni fabbricati, la riconfigurazione di buona parte degli edifici posti sul suo lato destro e, ovviamente, la trasformazione del suo carattere da manifatturiero a residenziale, nonostante permangano ancora oggi alcune attività artigianali.
La zona, per la sua vicinanza al fiume, è sempre stata penalizzata dalle alluvioni. Su un edificio in angolo con via della Mosca si trova a circa 170 cm un ricordo dell'alluvione del 1844. Nel 1966 l'acqua arrivò invece a metà del primo piano degli edifici.

## Descrizione
La strada, con pavimentazione a lastrico, che un tempo doveva apparire oltremodo animata, è oggi un asse viario secondario nell'ambito della viabilità cittadina.

## Note

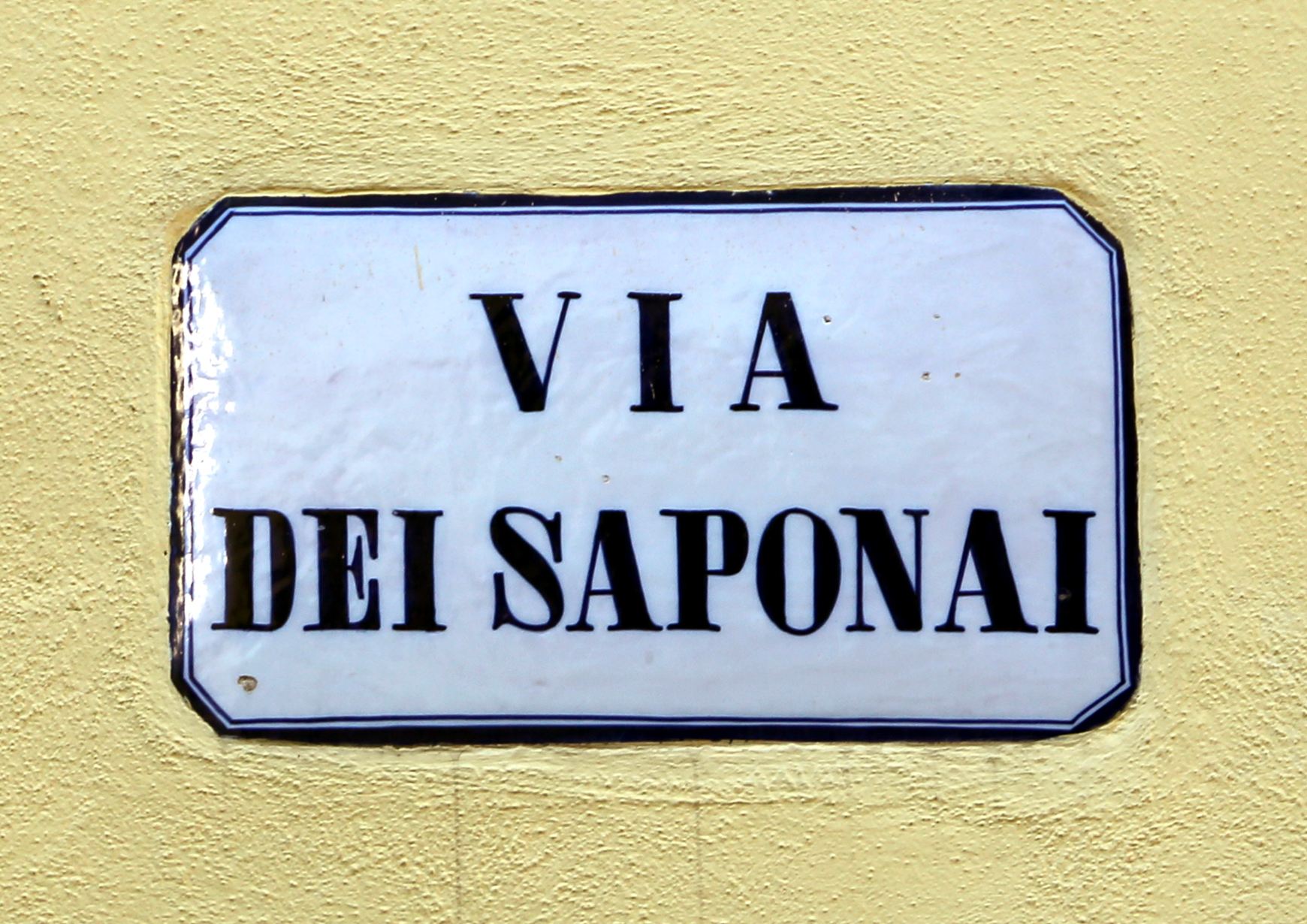
La targa col nome della strada

### Edifici
| Immagine | N°   | Nome                  | Descrizione |
| -------- | ---- | --------------------- | --- |
|          | s.n. | Palazzo della Borsa   | L'edificio, in stile neoclassico, venne costruito tra il 1858 e il 1860 dagli architetti Michelangelo Maiorfi ed Emilio De Fabris, al posto del trecentesco tiratoio dell'Arte della Lana. La facciata sul lungarno è decorata nella parte centrale da un colonnato dorico con timpano, che, nella sua semplicità, si adattava alle nuove funzioni legate alla gestione commerciale e corporativa della città. Oggi è la sede della locale Camera di Commercio. |
|          | s.n. | Tiratoio delle Grazie | La lavorazione del panni di lana, un tempo una delle più redditizie di Firenze, necessitava, tra i vari passaggi lavorativi, di una stesura al fresco in terrazze coperte e aerate, dove essi, opportunamente stesi e "tirati", asciugassero dopo le operazioni di coloritura e lavaggio. Per tali operazioni l'Arte della lana possedeva alcune grandi strutture apposite denominate appunto "tiratoi". A Firenze se ne sono contati cinque principali: quello delle Grazie, al cui posto oggi sorge la Camera di Commercio, quello della Pergola, quello degli Angeli in via Alfani, e quello dell'Uccello in piazza di Cestello, che fu sostituito poi con l'unico edificio ancora esistente, il tiratoio di San Frediano in piazza del Tiratoio. |
|          | 6    | Casa Razzuoli         | Si tratta di un casamento ridotto a disegno moderno e anonimo, sviluppato su quattro piani per cinque assi. Della sua precedente storia dice uno scudo, posto decentrato rispetto all'attuale portone di accesso, con una razza e una stella, riferibile alla famiglia Razzuoli. |
|          | 14   | Palazzina Gazzeri     | Erano in questo luogo delle antiche case già dei Buini, passate alla famiglia Gazzeri che nella prima metà dell'Ottocento qui possedeva un vasto edificio. L'attuale costruzione (tre piani per otto assi per quanto concerne la facciata principale) si mostra tuttavia nelle forme assunte a seguito di un parziale esproprio della proprietà e di un completo rifacimento del fronte dell'immobile attuato attorno al 1860, in concomitanza del riordino dell'area (espropri e progetto complessivo dell'architetto Felice Francolini), in ragione della costruzione del palazzo della Camera di Commercio. Al centro della facciata, segnata da un lungo balcone, è uno scudo in terracotta con l'arme della famiglia Gazzeri, segnato da una banda sostenente una gazza posata, accompagnata in punta da una stella a otto punte. Un altro scudo, più antico e con il campo oramai illeggibile, è sul canto con via dell'Osteria del Guanto. Sempre su questo lato è un tabernacolo cinquecentesco con una terracotta raffigurante la Madonna con il Bambino, ugualmente segnato da uno scudo con il campo completamente abraso, che Guido Carocci (in Illustratore fiorentino) ancora riconosceva come appartenente alla famiglia degli Ubertini di Fetto. |